# 二間穴
二間穴（じかんけつ）は、手の陽明大腸経に所属する2番目の経穴である。同経の滎水穴である。

## 部位
第2中手指節関節の下、橈側陥凹部に取穴する。

## 名前の由来
間は間隙で、手の第二指指節関節の前陥凹部にある二番目の経穴として名づけられた。

## 効能
喉痺、下顎腫痛、目痛、目黄、鼻血、膿血便、歯痛口乾、顔面神経麻痺、身熱、嗜睡、肩背痛振寒に効く。